# HMS Boxer (F92)
Za druge ladje glejte HMS Boxer.
HMS Boxer (F92) je bila prva fregata druge skupine razreda type 22 Kraljeve vojne mornarice.